# Frenk Rouschop
Frenk Rouschop (Sint Geertruid, 31 mei 1960) is een hedendaags Nederlands dirigent.

## Levensloop
Rouschop speelde trompet in de plaatselijke Fanfare "St. Gertrudis", Sint Geertruid. Vanaf zijn veertiende volgde hij muziekonderwijs aan de gerenommeerde muziekacademie te 's-Gravenvoeren, België. Rouschop studeerde trompet en algemene muzikale vorming aan het Conservatorium Maastricht. Vanaf 1985 kwam er HaFa-directie bij Sef Pijpers sr. aan hetzelfde instituut erbij. In 1990 sloot hij deze studie af middels een examen met medewerking van de Kapel van de Koninklijke Luchtmacht en onder begeleiding van Sef Pijpers. Vanaf oktober 2002 volgt hij de studie orkestdirectie bij de symfonische dirigent Jan Stulen.
Met diverse orkesten door het hele land behaalde Rouschop nationale en internationale titels. Tegenwoordig is hij dirigent bij de Fanfare "St. Caecilia", Schimmert, bij Fanfare "De Vooruitgang", Stiphout en de Harmonie "de Volksgalm", Zichen-z-Bolder. In het verleden was hij dirigent van verschillende andere orkesten, zoals het Nederlands Douane Orkest, Muziekgezelschap Juliana Holtum, Koninklijke Fanfare "St. Caecilia", Puth, Rooms-Katholieke Gildenbondsharmonie te Boxtel van 1988 tot 2001, de Harmonie "De Vriendenkrans", Heel van 1990 tot 1992 en het Harmonieorkest "St. Jozef" Kaalheide Kerkrade. De orkesten, die met hem aan het vierjaarlijkse Wereld Muziek Concours te Kerkrade en aan de concoursen van de verschillende muziekbonden hebben deelgenomen, behaalden goede resultaten. Met Puth (1997) en Holtum (2005) werd Rouschop wereldkampioen in de eerste divisie sectie fanfare. In 2009 en in 2017 behaalde hij met harmonie De Volksgalm het wereldkampioenschap in de eerste divisie harmonie; in 2017 haalde deze harmonie 96,08 punten op het WMC. Met fanfare St. Caecilia uit Schimmert werd hij in 2009 en 2013 twee keer vicewereldkampioen tijdens het WMC. In 2017 haalde fanfare St. Caecilia onder begeleiding van Rouschop op het WMC 95,8 punten en werd daarmee net derde achter het Gelders Fanfare Orkest.
Rouschop is ook actief als jurylid bij diverse wedstrijden.